# Феодора Комніна (королева Єрусалиму)
Феодора (Теодора) Комніна (грец. Θεοδώρα Κομνηνή; пр.1145, Константинополь, Візантійська імперія- не раніше 1180 рр.) — племінниця Мануїла I Комніна, візантійського імператора. Дружина короля Балдуїна III Єрусалимського.
Дочка севастократора Ісаака Комніна і його другої дружини Ірини Синадіни. Ісаак був сином імператора Іоанна II Комніна і Ірини Арпад, дочки угорського короля Владислава. Її дядьком був імператор Мануїл I Комнін, а єдинокровна сестра Марія вийшла заміж за короля Угорщини Стефана IV.

## Королева Єрусалиму
В 1153 году Балдуїн III відняв Єрусалимське королівство у своїй матері і регента королеви Мелісенди. Він не був одружений і близько 1157 року рада вирішила, що дружину слід шукати в Візантійської імперії, самій сильній і багатій сусідній державі. Він сподівався, що альянс також принесе такі необхідні гроші і військову допомогу проти еміра Дамаску Нур ад-Діна Занга, найбільшого ворога Єрусалиму.
Архієпископ Назаретський Аттар, констебль Єрусалиму Онфруа II де Торон, Жослін Пісцеллус і Гійом де Баррі були відправлені в Константинополь для переговорів про шлюб короля (Аттард помер під час подорожі). Посли затрималися в Константинополі майже на цілий рік, як дружину Балдуїну обрали Феодору. У той час їй було всього 12 або 13 років, але вона вже була відома своєю красою. Як весільний подарунок від Балдуїна Феодорі надали місто Акко, яке залишилося б їй в тому випадку, якщо Балдуїн помер би бездітним.
Посли разом з Феодорою прибули до Єрусалиму у вересні 1158 року. Балдуїн, який раніше був відомий своєю легковажністю, тепер став відданим і люблячим чоловіком. Шлюб був коротким і бездітним: Балдуїн помер через декілька років в 1162 році, залишивши Феодору вдовою у віці близько 17 років. Феодора отримала місто Акко, як їй і було обіцяно.

## Відносини з Андроніком I Комніном
Кілька років по тому, у 1166 році, двоюрідний брат батька Феодори, Андронік I Комнін, відвідав Єрусалимське королівство. Брат і спадкоємець Балдуїна, король Амальрік I, подарував йому титул лорда Бейрута. Андронік запросив Феодору до Бейруту і звідти вони втекли до Дамаску. За версією Вільгельма Тирського Андронік викрав її в змові з Нур ад-Діном. Проте викрадення малоймовірно: Андронік вже був одружений і мав відносини з Філіппою, сестрою антіохійського князя Боемунда III і дружини імператора Мануїла І — Марії Антіохійської. Ймовірно він намагався уникнути переслідування з боку Мануїла, який не схвалював цей кровозмісний зв'язок. Оскільки між ними не було законного шлюбу, місто Акко повернулося єрусалимському королю Амальріку І. Амальрік І одружився з візантійською принцесою Марією Комніною і союз з Візантією залишився в силі.
При дворі Нур ад-Діна в Дамаску в Андроніка і Феодори народилися двоє дітей: Олексій та Ірина. Андронік був відлучений від церкви. Вони вирушили в Багдад, а потім в Конійський султанат, де Андронік став володарем замку в Пафлагонії.
Кілька років по тому Феодора і її діти були схоплені і передані імператору Мануїлу І, який тримав їх в Константинополі як приманку, щоб змусити Андроніка повернутися до Візантії. Той дійсно приїхав до Константинополя в 1180 році і приніс Мануїлу клятву вірності.
Андронік остаточно повернувся в Константинополь в 1182 році і став імператором в 1183 році. Немає жодних доказів того, що Феодора й далі жила з чоловіком. В цей час їхня дочка Ірина вийшла заміж за Олексія Комніна, байстрюка сина імператора Мануїла I від Феодори Ватаці. Феодора змусила Андроніка заплатити викуп за свого племінника Ісаака, колишнього візантійського намісника Ісаврії, якого було полонено у Вірменії. Андронік згодом пошкодував про це, оскільки Ісаак повстав і захопив контроль над Кіпром, ставши його першим (і останнім) імператором.